# ДОТ № 429 (КиУР)

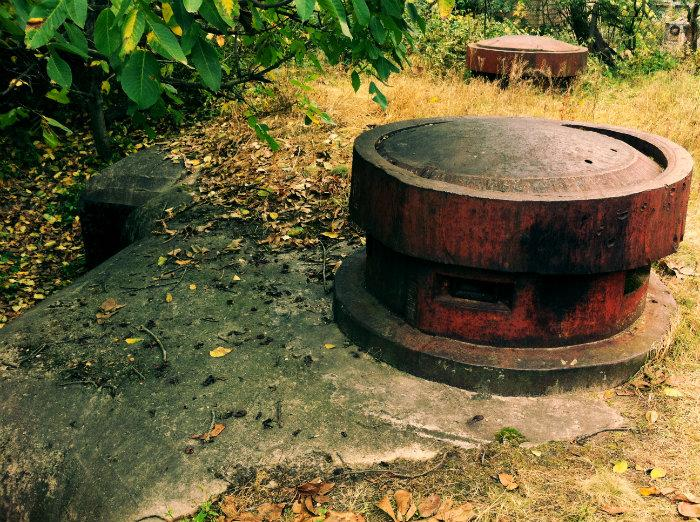
ДОТ № 429 (Артиллерийский наблюдательный пункт)

ДОТ № 429 — артиллерийский наблюдательный пункт (АНП), входивший в первую линию обороны Киевского укрепрайона, находится недалеко от сёла Романовка на восточном берегу реки Ирпень.

## Конструкция
Сооружение построено в период 1929 - 1935 годов непосредственно на переднем крае укрепрайона, в его центральной части. ДОТ имеет один этаж и два бронеколпака по четыре наблюдательных амбразуры. Его класс стойкости «М1», то есть он способен выдержать 1 попадание 203-мм гаубицы. Бронеколпаки - единственная часть ДОТ, выступающая над поверхностью земли, - делали сооружение малозаметным, упрощали маскировку и затрудняли его поражение артиллерийским огнём противника.

## Служба

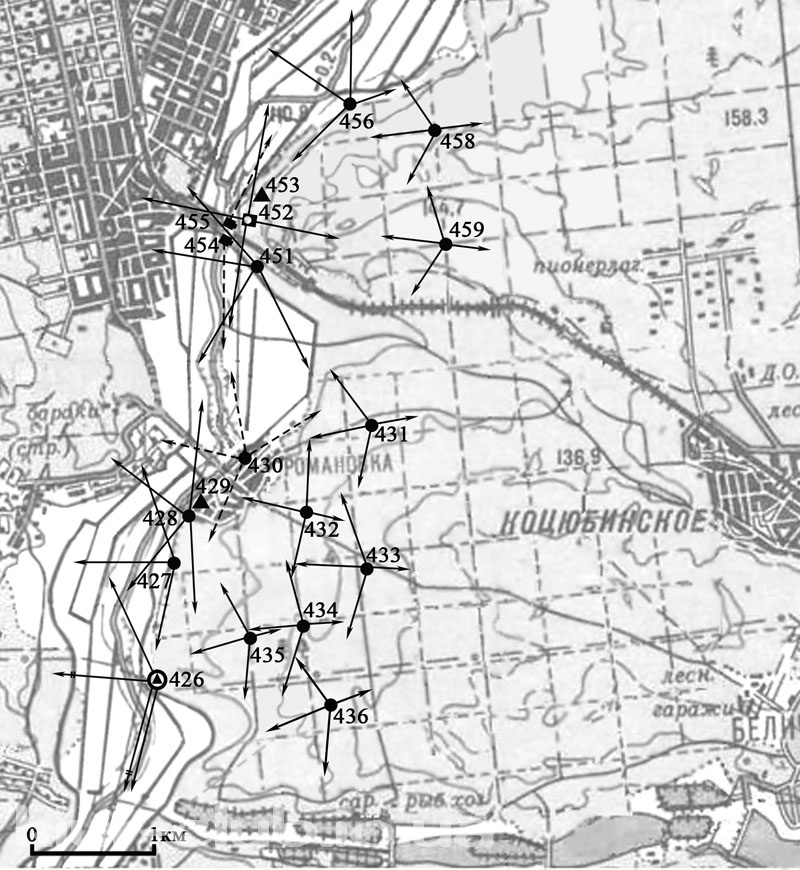
АНП № 429 в системе обороны 2-го БРО КиУР

Фортификационное сооружение приняло участие в Отечественной войне и организационно входило в 2-й батальонный район обороны (БРО) КиУР, прикрывающего участок Романовка на реке Ирпень. Гарнизон сооружения состоял из бойцов 193-го отдельного пулемётного батальона КиУР. ДОТ №429 работал как наблюдательный пункт. Из него боевые действия не велись: отсюда основном руководили и отдавали приказы другим ДОТам, куда надо стрелять. То есть направляли огонь. По словам свидетелей, для строительства этого ДОТа были специально привезены башни из питерских военных кораблей.
Во время первого генерального штурма КиУР, который начали войска 29-го армейского корпуса вермахта 4 августа 1941 года, АНП находился на спокойном участке фронта. Во время второго штурма КиУР, который начался 16 сентября 1941 года, АНП № 429 не имел боевого контакта с врагом. Днём 18 сентября войска 37-я армии Юго-Западного фронта получают приказ-разрешение на оставление города Киев и КиУР. Гарнизоны долговременных сооружений были одними из последних, кто уходил на левый берег реки Днепр. Среди них был и гарнизон наблюдательного пункта. Не исключено, что внутреннее оборудование было выведено из строя гарнизоном. Днём 19 сентября передовые части 71 пехотной дивизии заняли территорию 2-го БРО без боя, задерживая лишь красноармейцев-дезертиров и перебежчиков.

## Настоящее время
ДОТ сохранился и имеет статус памятника истории, науки и техники местного значения.

## Галерея

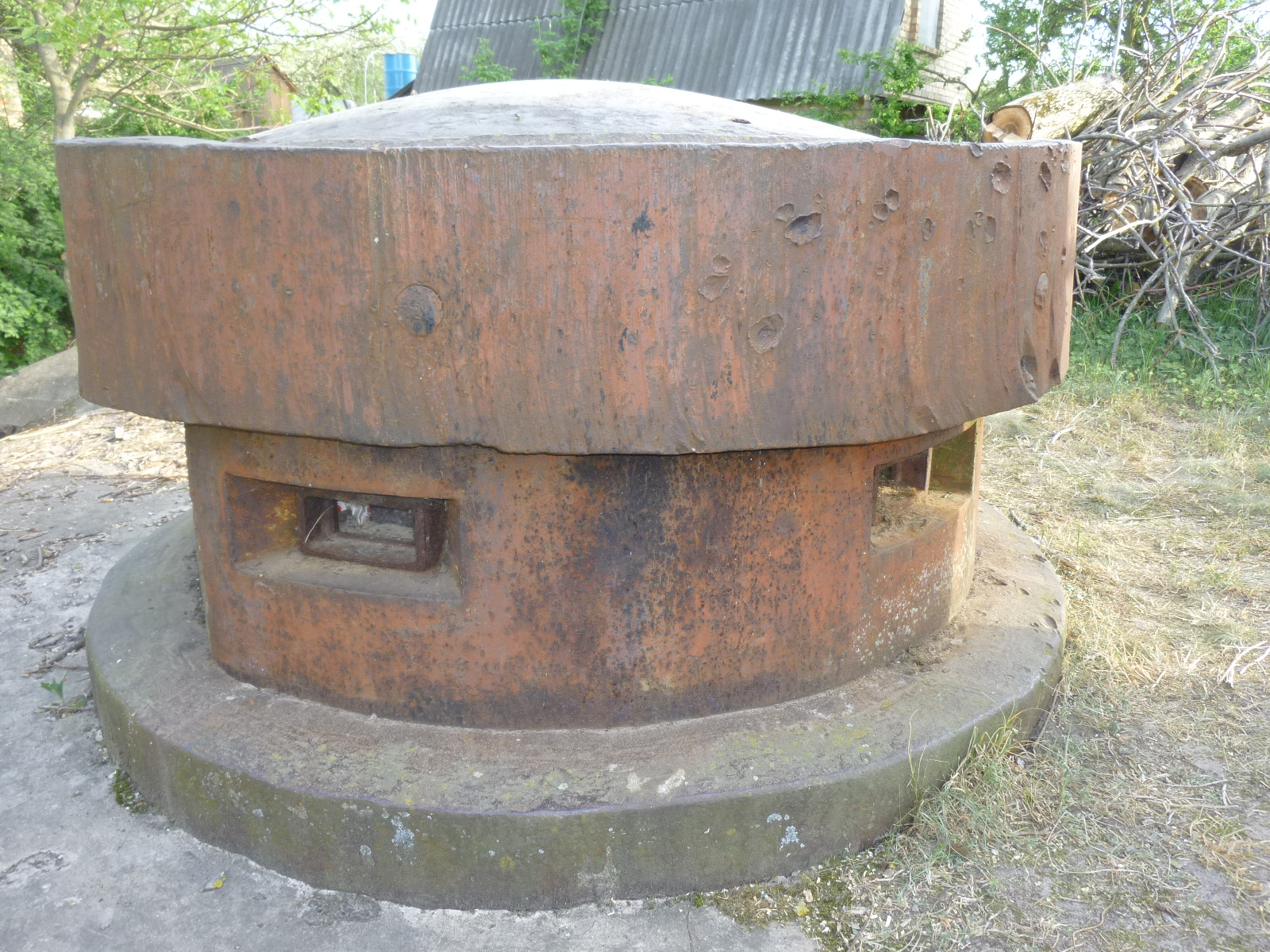
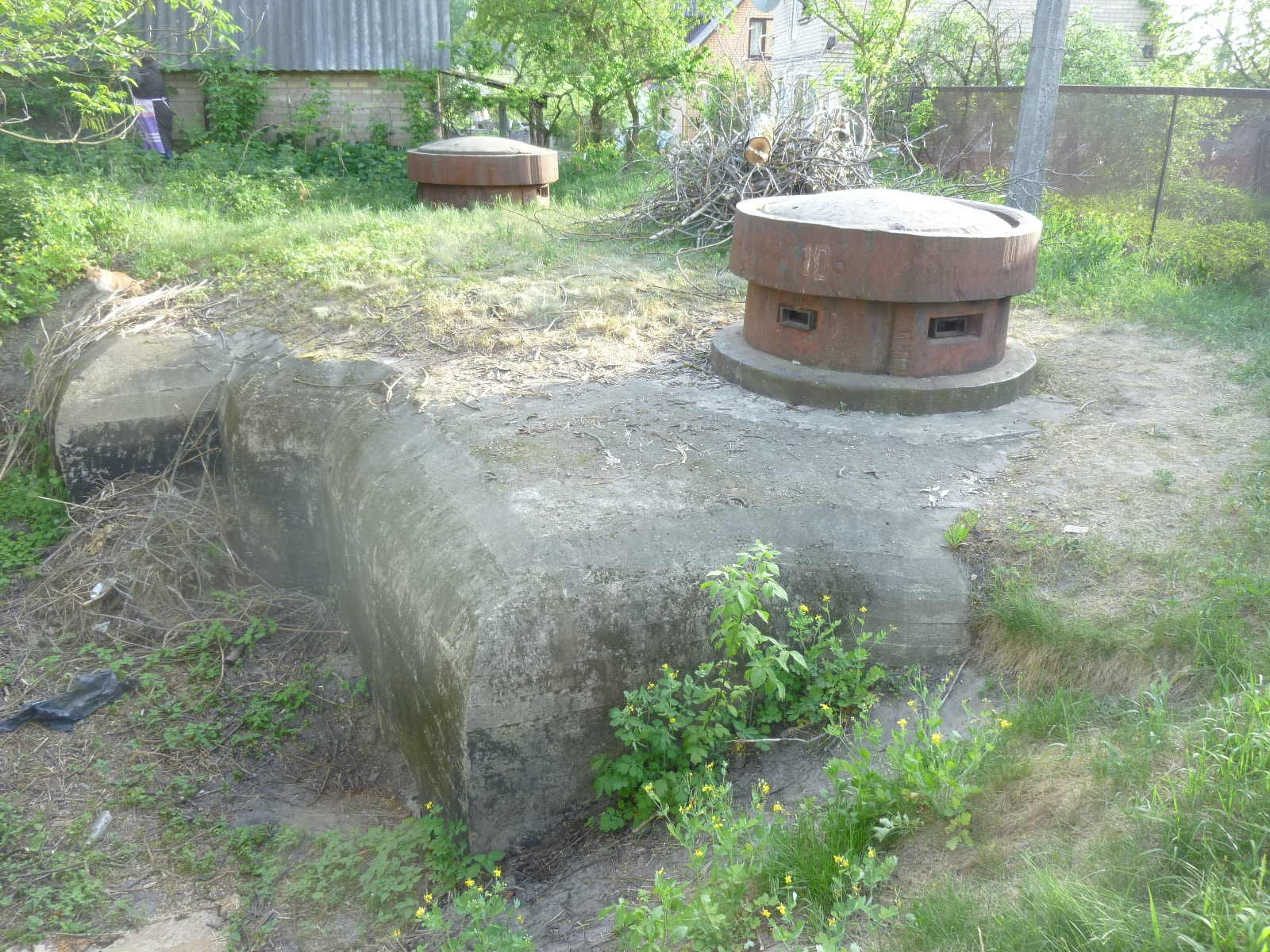
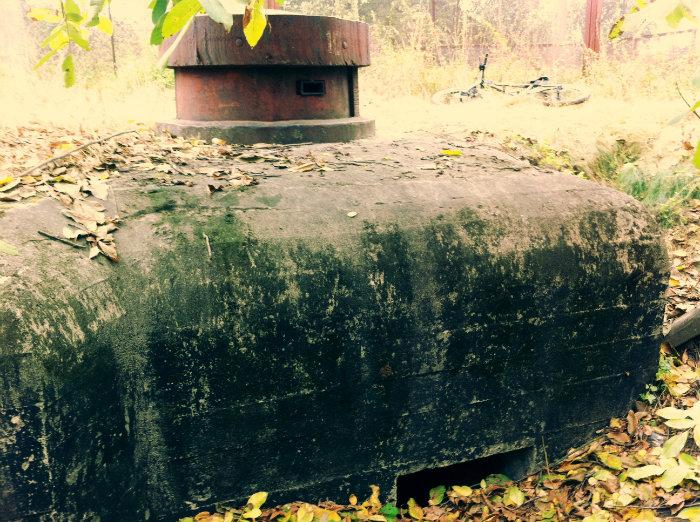